# Chabname Zariab
Chabname Zariab, née à Kaboul, est une autrice, scénariste et réalisatrice afghane. Elle vit et travaille en France.

## Biographie
Originaire d'Afghanistan, Chabname Zariab a sept ans lorsqu'elle émigre en France avec ses parents. Son père est membre du gouvernement afghan et sa mère, Spôjmaï Zariâb est également auteure. Elle suit des études de droit et de cinéma à Paris, tout en ce consacrant parallèlement à l'apprentissage du persan. Elle travaille ensuite comme experte en dommage pour une compagnie d’assurances.

## Carrière professionnelle
En 2011, Chabname Zariab publie son premier roman, Le pianiste afghan, chez l'Aube. Le texte était à l'origine destiné au cinéma. De la fiction à la réalité, l’auteure raconte l'enfance et la trajectoire d'une jeune fille afghane entre Kaboul et la France. De retour sur sa terre natale en quête de son amour de jeunesse, l’héroïne est soudainement plongée dans la peur et la terreur semée par les talibans et l'après 11 septembre 2001,. L'ouvrage obtient le Prix Méditerranée des Lycéens en 2012.
En 2015, Chabname Zariab écrit et réalise le court-métrage Au bruit des clochettes, produit par Les Films du Bal. À travers le portrait de Saman, la réalisatrice évoque le quotidien des Bacha bazi, jeunes garçons habillés en petites filles et amenés à rendre des services sexuels à leurs maîtres en Afghanistan. Au bruit des clochettes est projeté par la Royal Society of Arts le 29 mars 2010 puis à la télévision française sur la chaîne Arte. Le film est lauréat de différents prix en France et à l'international dont le Prix de la meilleure première œuvre de fiction lors de l'édition 2016 du Festival international du court métrage de Clermont-Ferrand.
Au bruit des clochettes est nommé au césar du Meilleur court-métrage lors des Césars 2017.
En 2018, elle réalise L'enfant chameau, produit par Bien ou Bien productions. Elle met en scène, cette fois-ci, la vie d'un petit garçon, plongé de force dans un monde intimidant qui lui est complètement étranger : celui des courses de chameaux. Ce film est également sélectionné dans de nombreux festivals et remporte plusieurs Prix.

## Filmographie
- 2015 : Au bruit des clochettes (court métrage)
- 2018 : L'Enfant Chameau (court métrage)
- 2020: Hizia (court métrage)

## Publications
- Le Pianiste afghan, L'Aube, 208p., 2011,  (ISBN 2815901900)

## Distinctions
- 2012 : Prix Méditerranée des Lycéens pour Le pianiste afghan
- 2012 : Prix du Festival du premier roman de Chambéry pour Le pianiste afghan
- 2012 : Coup de cœur du jury du Salon du premier roman de Draveil pour Le pianiste afghan
- 2016 : Prix de la meilleure première œuvre de fiction pour Au bruit des clochettes, Festival international du court métrage de Clermont-Ferrand
- 2016 : Prix du meilleur scénario et mention spéciale du jury jeunes pour Au bruit des clochettes, Festival Tous Courts d'Aix-en-Provence[10]
- 2016 : Prix hors catégorie pour Au bruit des clochettes, Festival international du film d'Odense[11]
- 2016 : Prix de la meilleure fiction pour Au bruit des clochettes, Festival du film de Tampere
- 2016 : Prix d'excellence pour Au bruit des clochettes, TISFF d'Athènes